# دیکی اکلوند
ریچارد اکلوند جونیور (انگلیسی: Richard Eklund Jr.؛ زادهٔ ۳ مهٔ ۱۹۵۷) بوکس حرفه‌ای سابق اهل ایالات متحده است که از سال ۱۹۷۵ تا ۱۹۸۵ در مسابقات شرکت کرد. او دو بار بین سال‌های ۱۹۷۹ و ۱۹۸۳ عنوان قهرمانی سبک‌وزن نیوانگلند ایالات متحده را به دست آورد. او برادر ناتنی و مربی سابق قهرمان سابق WBU، یعنی میکی وارد است. فیلم زندگی‌نامه‌ای مشت‌زن محصول ۲۰۱۰ بر اساس افول این دو برادر و رسیدن به عنوان بوکس ساخته شده‌است.